# Moritz von Todesco
Moritz Ritter von Todesco (* 5. November 1816 in Wien; † 17. Juli 1873 in Wien) war ein österreichischer Unternehmer, Bankier und Kunstmäzen.

## Leben
Moritz von Todesco, der einer bekannten jüdischen Familie entstammte, leitete seit 1848 mit seinem Bruder Eduard das Großhandelshaus Hermann Todesco’s Söhne sowie eine angeschlossene Privatbank. Außerdem waren sie seit 1858 Eigentümer der Textilfabrik Marienthal. 1861 wurde er von Kaiser Franz Joseph I. in den Ritterstand erhoben. Somit gehörte er der sogenannten Zweiten Gesellschaft an.
Mit seiner langjährigen Lebensgefährtin, der Soubrette Henriette Treffz-Chalupetzky (1818–1878), hatte er zwei Töchter:
- Franziska (1843[4]–1921) ⚭ Alexander Baron Erös von Bethlenfalva (1831–1906) ⚭² Philipp von Liechtenstein (1837–1901),
- Louise Henriette (1850–?) ⚭ Gustav Dreyhausen von Ehrenreich (1839–1884) ⚭² Ivan I. von Wimpffen (1847–1895).

Todesco und Treffz-Chalupetzky unterhielten, wie Moritz Bruder Eduard und dessen Frau Sophie, einen bekannten Künstlersalon. Hier soll auch die erste Begegnung zwischen Treffz-Chalupetzky und Johann Strauß Sohn, dem sogenannten Walzerkönig, stattgefunden haben.
Treffz-Chalupetzky zog zu Beginn des Jahres 1862 aus der gemeinsamen Wohnung und heiratete am 27. August 1862 im Stephansdom Johann Strauß Sohn. Die Kinder überließ sie Moritz von Todesco.
Dieser ließ 1862 in Wien, in der Walfischgasse 4, neben dem Palais seines Bruders Eduard ein eigenes Palais errichten, das durch einen Bombenangriff am 12. März 1945 vollständig zerstört wurde. Heute steht dort das stadtTheater walfischgasse.
Unter Moritz von Todesco, entstand auch die Villa Todesco in der Hinterbrühl, die heute das Haupthaus des SOS-Kinderdorfes darstellt.